# Amington
Amington är en stadsdel i Tamworth, i distriktet Tamworth, i grevskapet Staffordshire, i England. Stadsdelen hade 8 355 invånare år 2021. Amington var en civil parish 1934–1965 när blev den en del av Tamworth. Civil parish hade 1 811 invånare år 1961. Byn nämndes i Domedagsboken (Domesday Book) år 1086, och kallades då Ermendone.